# Dhiddhoo (Alif Dhaal-atol)
Dhiddhoo of Dhidhdhoo is een van de bewoonde eilanden van het Alif Dhaal-atol behorende tot de Maldiven.

## Demografie
Dhiddhoo telt (stand maart 2007) 86 vrouwen en 82 mannen.